# Беспокойная племянница
Беспокойная племянница другое название — Сопливка (пол. Smarkula) – польская кинокомедия, снятая в 1963 году режиссёром Леонардом Бучковским на киностудии KADR.
Экранизация повести Романа Невяровича "Найдёныш".
Премьера фильма состоялась 7 июня 1963 года.

## Сюжет
После смерти матери деревенская девочка-подросток Крыся приезжает в Варшаву, где за ней неожиданно начинают ухаживать двое незнакомцев: таксист и врач.

## В ролях
- Анна Пруцналь – Крыся Ковальская
- Чеслав Воллейко – доктор Богдан Левандовский
- Бронислав Павлик — таксист Флорек
- Мечислав Каленик – Юрек Вронич, офицер ВМФ
- Хенрик Шлетинский – директор гимназии
- Алина Яновская – доктор Ванда, подруга Богдана
- Барбара Рыльская - Стефа, невеста Флорека, сотрудница салона мод
- Ядвига Хойнацкая – домработница Венжика, дяди Крыси
- Феликс Хмурковский – настырный пассажир в такси Флорека
- Халина Коссобудзкая — руководитель салона мод
- Янина Соколовская — мать Ежи и Юльки
- Кристина Сенкевич – Юлька Вронич, сестра Юрека, подруга Крыси
- Тереза Белчиньска - официантка
- Виктор Беганьский – старичок
- Ядвига Курылюк — соседка Флориана и Богдана
- Мечислав Чехович – таксист Вацек
- Цезарий Юльский – "Дитя"
- Казимеж Деюнович – гость на именинах у хозяйки Венжика
- Тадеуш Ястшембовский – эпизод
- Рышард Керчиньский – эпизод
- Влодзимеж Квасковский – эпизод
- Ян Кобушевский – таксист
- Здислав Лесняк – хулиган в парке
- Мариан Лонч – милиционер
- Хенрик Моджевский – сосед Флориана и Богдана
- Ежи Турек – хулиган в парке
- Казимеж Виламовский - профессор, начальник Богдана
- Ежи Карашкевич – хулиган в парке (в титрах не указан)
- Ивона Слочиньская – участница выпускного бала
- Мацей Райзахер – хулиган в парке (нет в титрах)
- Ежи Зельник – Альфред, участник вечеринки (нет в титрах)